# Dipturus crosnieri
Dipturus crosnieri és una espècie de peix de la família dels raids i de l'ordre dels raïformes.

## Reproducció
És ovípar i els ous tenen com a banyes a la closca.

## Hàbitat
És un peix marí i d'aigües profundes (22°S-23°S) que viu entre 300–850 m de fondària.

## Distribució geogràfica
Es troba a l'oceà Índic occidental: costa sud-occidental de Madagascar.

## Observacions
És inofensiu per als humans.